# Botryllophilus bamfieldensis
Botryllophilus bamfieldensis – gatunek widłonoga z rodziny Botryllophilidae. Nazwa naukowa tego gatunku skorupiaków została opublikowana w 2000 roku przez japońską zoolog Shigeko Ooishi.